# 울진군
울진군(蔚珍郡)은 대한민국 경상북도 동해안 북동부에 있는 군이다. 1962년 12월 12일 강원도에서 경상북도로 이관되었다. 군청 소재지는 울진읍이고, 2읍 8면을 관할한다.

## 역사
| Daedongyeojido (Gyujanggak) 14-02.jpg |
| Daedongyeojido (Gyujanggak) 15-01.jpg |

울진은 울진군과 평해군이 합군한 곳으로 본시 고구려의 우진야현(于珍也縣)이었으며 남북국 시대 때 울진으로 고쳐 군으로 하고, 고려 때 현으로 하였다. 조선 시대에는 읍성이 있었으며 울진포영(浦營)을 설치하고 수군만호(水軍萬戶)를 두었다. 평해는 본래 고구려의 근을어(斤乙於)로서 고려 초에 평해로 고쳐 군으로 했다. 1895년 울진현을 군으로 하고 1914년 두 군을 합하여 울진군이 되었다. 1963년 1월 1일 강원도에서 경상북도로 이관되었다. 현재 2읍(울진·평해), 8면(북·금강송·근남·매화·기성·온정·죽변·후포)을 관할한다.
- 울진현(고려 태조 이래) 및 평해군(고려 충렬왕 이래)이었다.
- 1895년 6월 23일 (음력 윤5월 1일) 강릉부 울진군·평해군으로 개편되었다.[3]
- 1896년 8월 4일 강원도 울진군·평해군으로 개편되었다.[4]

(일제 강점기 이후의 행정 구역 개편은 울진군의 행정 구역#역사를 참조)
- 1950년 한국 전쟁 중에 조선민주주의인민공화국이 일시적으로 점령하였다가 다시 대한민국이 수복하였다.

- 1962년 12월 12일 경상북도로 편입되고, 온정면 본신리는 영양군 수비면에 편입되었전곡리 일부가 봉화군 석포면 승부리에 편입되었다.[5]

경상북도의 북동단에 위치하며 동해에 면하고 있다. 군내는 거의 화강편마암 지형으로 되어 있으며 서쪽 군계를 태백산맥이 남으로 뻗어 있다. 그리하여 험준한 산악이 많고 동해를 향하여 급경사를 이루어, 해안에는 약간의 좁고 긴 해안평야가 있으며, 해안단구와 카르스트 지형이 곳곳에 발달하여 있다. 하천은 남쪽의 남대천과 북쪽의 왕피천이 각각 동해로 유입되나 물결이 빠르고 유로가 짧다. 1,000ｍ가 넘는 높은 산으로 통고산(通高山：1,067ｍ)·백암산(白巖山：1,004ｍ) 등이 있다. 면적 989.05km2, 인구 51,139명(2017. 8)이다.

### 기후
동해에 면하고 바다의 영향을 크게 받아 겨울에도 온난하며 때때로 푄 현상(Föhn)으로 기온이 올라간다. 연평균 기온 12.8°C, 1월 평균기C(2013.8.8), 최저 기온 －14.1°C(1981.2.26), 연평균 강수량 1,182mm이다.
| 울진지역기상서비스센터 (울진군 울진읍 연지리, 해발 48.98m)의 기후 | 울진지역기상서비스센터 (울진군 울진읍 연지리, 해발 48.98m)의 기후 | 울진지역기상서비스센터 (울진군 울진읍 연지리, 해발 48.98m)의 기후 | 울진지역기상서비스센터 (울진군 울진읍 연지리, 해발 48.98m)의 기후 | 울진지역기상서비스센터 (울진군 울진읍 연지리, 해발 48.98m)의 기후 | 울진지역기상서비스센터 (울진군 울진읍 연지리, 해발 48.98m)의 기후 | 울진지역기상서비스센터 (울진군 울진읍 연지리, 해발 48.98m)의 기후 | 울진지역기상서비스센터 (울진군 울진읍 연지리, 해발 48.98m)의 기후 | 울진지역기상서비스센터 (울진군 울진읍 연지리, 해발 48.98m)의 기후 | 울진지역기상서비스센터 (울진군 울진읍 연지리, 해발 48.98m)의 기후 | 울진지역기상서비스센터 (울진군 울진읍 연지리, 해발 48.98m)의 기후 | 울진지역기상서비스센터 (울진군 울진읍 연지리, 해발 48.98m)의 기후 | 울진지역기상서비스센터 (울진군 울진읍 연지리, 해발 48.98m)의 기후 | 울진지역기상서비스센터 (울진군 울진읍 연지리, 해발 48.98m)의 기후 |
| 월                                                                | 1월                                                               | 2월                                                               | 3월                                                               | 4월                                                               | 5월                                                               | 6월                                                               | 7월                                                               | 8월                                                               | 9월                                                               | 10월                                                              | 11월                                                              | 12월                                                              | 연간                                                              |
| ----------------------------------------------------------------- | ----------------------------------------------------------------- | ----------------------------------------------------------------- | ----------------------------------------------------------------- | ----------------------------------------------------------------- | ----------------------------------------------------------------- | ----------------------------------------------------------------- | ----------------------------------------------------------------- | ----------------------------------------------------------------- | ----------------------------------------------------------------- | ----------------------------------------------------------------- | ----------------------------------------------------------------- | ----------------------------------------------------------------- | ----------------------------------------------------------------- |
| 역대 최고 기온 °C (°F)                                            | 17.4 (63.3)                                                       | 24.0 (75.2)                                                       | 27.7 (81.9)                                                       | 33.7 (92.7)                                                       | 35.6 (96.1)                                                       | 36.8 (98.2)                                                       | 38.6 (101.5)                                                      | 37.8 (100.0)                                                      | 35.4 (95.7)                                                       | 29.7 (85.5)                                                       | 27.2 (81.0)                                                       | 21.4 (70.5)                                                       | 38.6 (101.5)                                                      |
| 일평균 최고 기온 °C (°F)                                          | 6.5 (43.7)                                                        | 7.9 (46.2)                                                        | 11.8 (53.2)                                                       | 17.2 (63.0)                                                       | 21.1 (70.0)                                                       | 23.3 (73.9)                                                       | 26.8 (80.2)                                                       | 27.5 (81.5)                                                       | 24.1 (75.4)                                                       | 20.1 (68.2)                                                       | 14.5 (58.1)                                                       | 8.9 (48.0)                                                        | 17.5 (63.5)                                                       |
| 일일 평균 기온 °C (°F)                                            | 1.4 (34.5)                                                        | 3.0 (37.4)                                                        | 6.9 (44.4)                                                        | 12.1 (53.8)                                                       | 16.3 (61.3)                                                       | 19.4 (66.9)                                                       | 23.1 (73.6)                                                       | 23.9 (75.0)                                                       | 20.0 (68.0)                                                       | 15.1 (59.2)                                                       | 9.3 (48.7)                                                        | 3.6 (38.5)                                                        | 12.8 (55.0)                                                       |
| 일평균 최저 기온 °C (°F)                                          | −2.9 (26.8)                                                       | −1.6 (29.1)                                                       | 2.1 (35.8)                                                        | 7.1 (44.8)                                                        | 11.8 (53.2)                                                       | 16.0 (60.8)                                                       | 20.3 (68.5)                                                       | 21.1 (70.0)                                                       | 16.3 (61.3)                                                       | 10.4 (50.7)                                                       | 4.4 (39.9)                                                        | −1.0 (30.2)                                                       | 8.7 (47.7)                                                        |
| 역대 최저 기온 °C (°F)                                            | −16.1 (3.0)                                                       | −14.1 (6.6)                                                       | −10.2 (13.6)                                                      | −3.0 (26.6)                                                       | 2.8 (37.0)                                                        | 6.5 (43.7)                                                        | 11.9 (53.4)                                                       | 11.3 (52.3)                                                       | 7.3 (45.1)                                                        | −0.8 (30.6)                                                       | −6.5 (20.3)                                                       | −13.8 (7.2)                                                       | −16.1 (3.0)                                                       |
| 평균 강수량 mm (인치)                                             | 48.9 (1.93)                                                       | 36.9 (1.45)                                                       | 56.0 (2.20)                                                       | 76.4 (3.01)                                                       | 70.5 (2.78)                                                       | 104.3 (4.11)                                                      | 203.0 (7.99)                                                      | 213.0 (8.39)                                                      | 181.2 (7.13)                                                      | 97.3 (3.83)                                                       | 61.0 (2.40)                                                       | 33.2 (1.31)                                                       | 1,181.7 (46.52)                                                   |
| 평균 강수일수 (≥ 0.1 mm)                                          | 5.6                                                               | 5.9                                                               | 8.2                                                               | 7.8                                                               | 8.0                                                               | 9.4                                                               | 13.9                                                              | 13.9                                                              | 11.6                                                              | 6.7                                                               | 6.7                                                               | 4.5                                                               | 102.2                                                             |
| 평균 상대 습도 (%)                                                | 50.2                                                              | 54.6                                                              | 60.0                                                              | 62.7                                                              | 70.5                                                              | 80.4                                                              | 83.6                                                              | 84.0                                                              | 80.4                                                              | 69.7                                                              | 60.1                                                              | 50.1                                                              | 67.2                                                              |
| 평균 월간 일조시간                                                | 200.8                                                             | 189.4                                                             | 209.6                                                             | 223.9                                                             | 232.5                                                             | 196.9                                                             | 166.6                                                             | 175.8                                                             | 171.4                                                             | 198.8                                                             | 183.6                                                             | 201.6                                                             | 2,350.9                                                           |
| 출처: 기상청 (평년값: 1991년~2020년, 극값: 1971년~현재)           |                                                                   |                                                                   |                                                                   |                                                                   |                                                                   |                                                                   |                                                                   |                                                                   |                                                                   |                                                                   |                                                                   |                                                                   |                                                                   |

## 지질

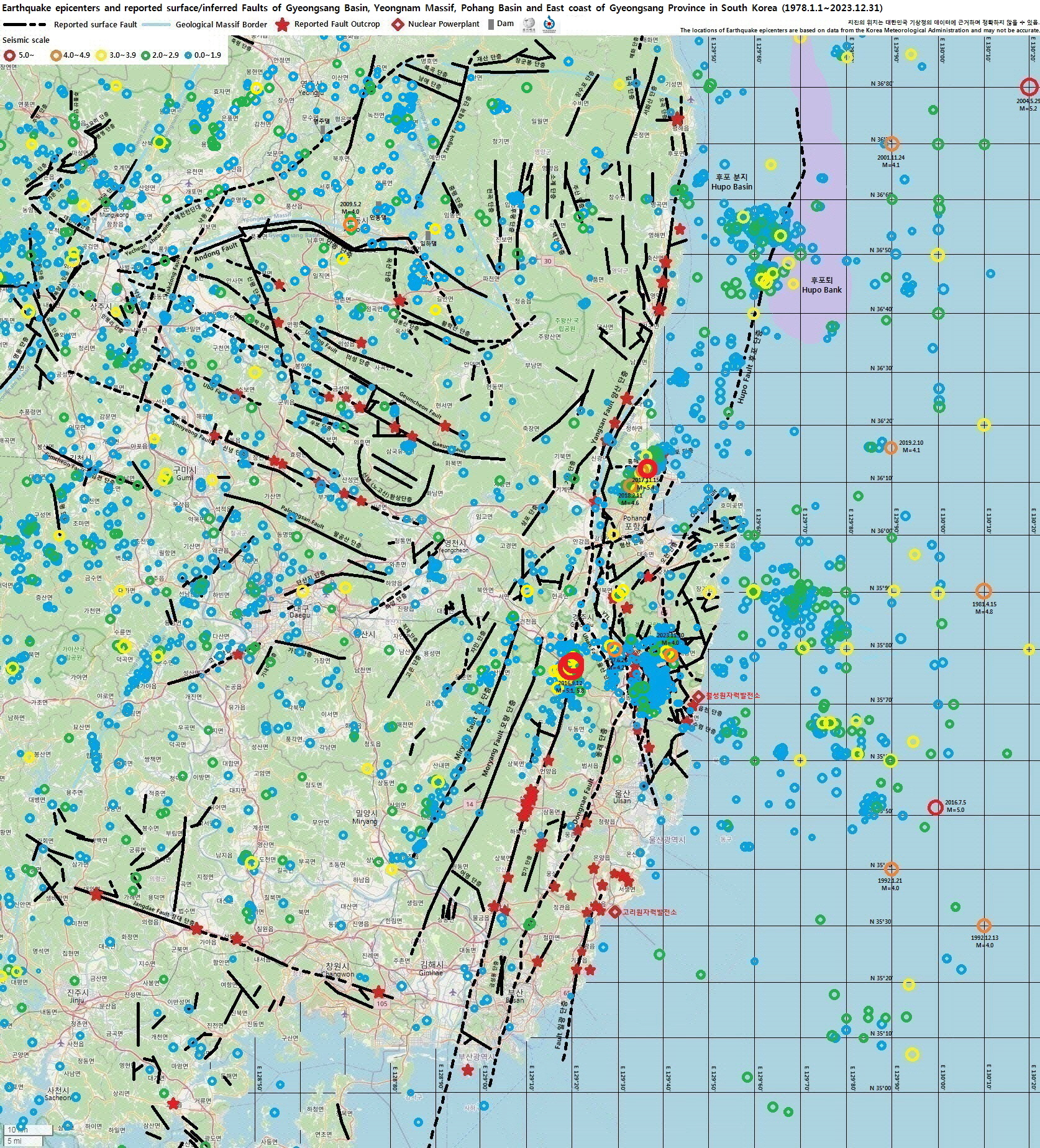
후포 단층

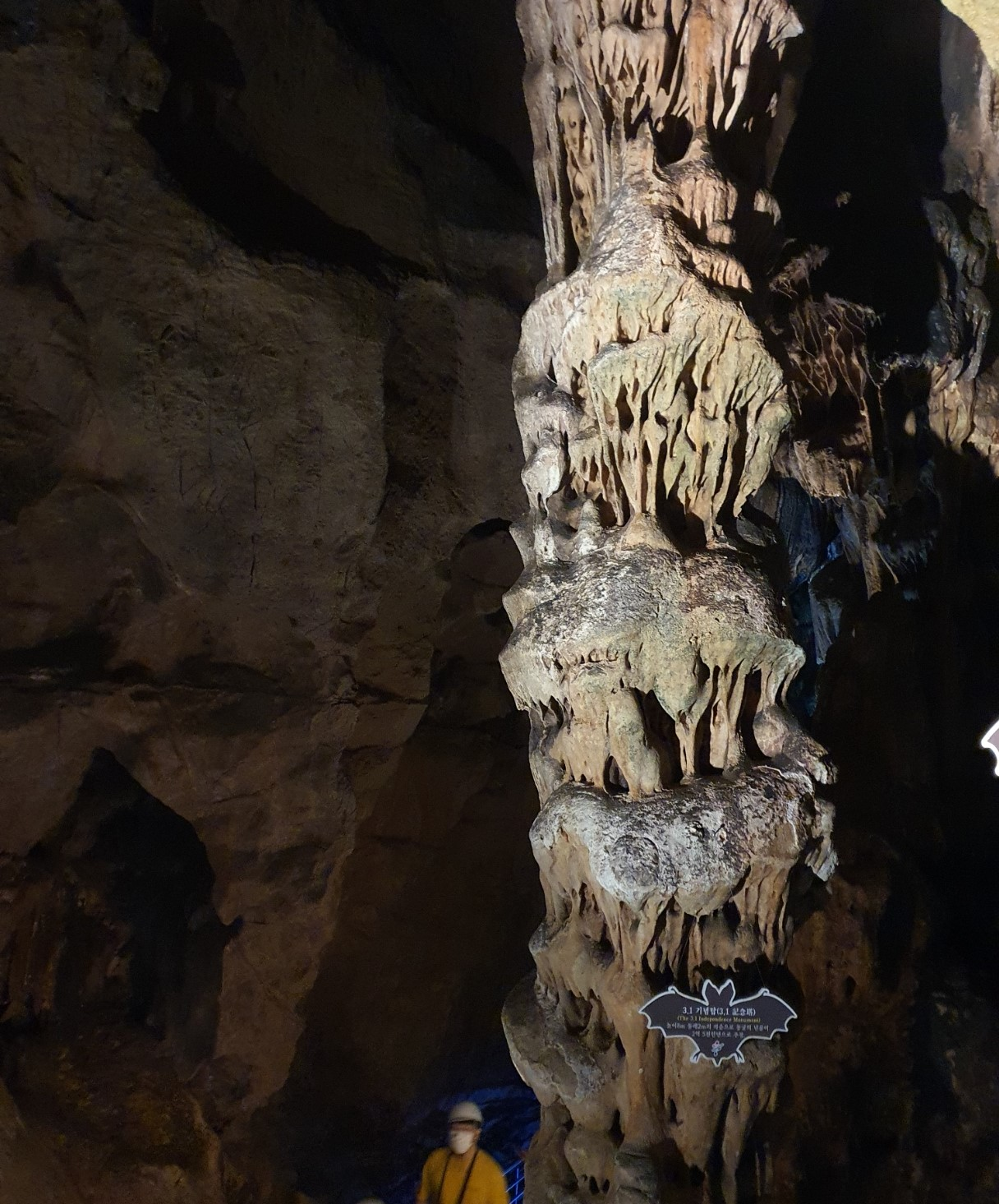
선캄브리아기 장군 석회암층에 발달하고 있는 울진 성류굴의 모습.

울진군은 선캄브리아기에 형성된 영남 육괴의 북동부 끝 지역에 위치하고 있어, 선캄브리아기의 암석이 가장 넓게 분포하며, 남부 평해읍과 온정면 지역에는 경상 분지의 경상 누층군 퇴적암층이 소규모로 분포한다.

### 광물과 지하자원, 울진 리튬광산
울진 보암광산, 울진 리튬광산은 울진군 서면 왕피리 일대에 발달하는 리튬 광상이다. 변성퇴적암류로는 원남층(준편마암), 그 위에 정합으로놓이는 동수곡층과 장군 석회암층, 율리층군과 이를 관입한 왕피리화강편마암으로 구성되며 리튬광상은 장군석회암층의 중앙부를 층리면에 나란하게 관입한 길이 약 1 km의 희유원소 페그마타이트(rare-element pegmatite) 및 그 연변부에 발달한 홍운모-엘바이트 영운암으로 구성된다. 리튬의 함량은 서부광체가 1130~1584 ppm, 본-부본광체(main-submain orebody)가 589~5280 ppm, 동부광체가 4474 ppm이다.
울진군 서면 왕피리 일대에서는 1945~1963년에 180톤의 고품위 리튬 광석이 채굴되었으며, 저품위 광체는 Li2O 평균함량이 1.69%, 고품위 광체는 3% 를 함유하는 것으로 보고되었다. 선캄브리아기의 장군석회암내에 배태된 보암 리튬광상은 각력상으로 산출되는 리튬광체와 페그마타이트-반화강암 맥을 따라 산출되는 맥상 리튬광체로 이루어져 있다. 각력상 리튬광체와 맥상 리튬광체 모두 석영과 리튬 운모인 레피돌라이트(lepidolite)에 함유된다. 각력상 광석과 맥상 광석의 Li2O 함량은 각각 평균 4.70 wt.%와 1.88 wt.% 로 각력상 리튬광체가 더 많은 리튬을 함유하고 있다. 리튬 운모인 레피돌라이트에 대한 K-Ar 연령 측정 결과 각력상 리튬광석으로부터 분리한 레피돌라이트는 169.3~160.1 Ma, 맥상 리튬광석에서 분리한 레피돌라이트는 160.8~154.6 Ma 로 리튬 광화 작용은 주로 쥬라기 중기에서 말기 동안에 일어난 것을 알 수 있다.

## 행정 구역

울진군의 행정 구역은 2읍 8면이다. 울진군의 면적은 989.10km2이다. 인구는 2012년말 기준으로 23,864세대, 52,681명이다. 인구의 26.6%가 울진읍, 6.6%가 평해읍에 거주한다. 1966년에는 117,602명을 기록했으나 1975년 105,095명, 1980년 90,782명, 1985년 87,813명, 1990년 69,839명, 1996년 70,764명, 2000년 60,011명, 2005년 51,279명, 2010년 47,108명, 2015년 53,013명, 2017년 51,139명으로 감소하다가 2015년부터 인구가 아주 조금씩 증가하는 추세이다. 국회의원 선거구는 주변 4개 군과 공유한다.
| 읍면동   | 한자     | 세대  | 인구   | 면적   |
| -------- | -------- | ----- | ------ | ------ |
| 울진읍   | 蔚珍邑   | 5,833 | 14,668 | 81.31  |
| 평해읍   | 平海邑   | 1,719 | 3,312  | 37.19  |
| 북면     | 北面     | 3,477 | 7,245  | 142.06 |
| 금강송면 | 金剛松面 | 825   | 1,487  | 298.29 |
| 근남면   | 近南面   | 1,507 | 2,924  | 57.83  |
| 매화면   | 梅花面   | 1,322 | 2,406  | 101.54 |
| 기성면   | 箕城面   | 1,635 | 2,856  | 98.56  |
| 온정면   | 溫井面   | 1,063 | 1,934  | 131.82 |
| 죽변면   | 竹邊面   | 3,702 | 7,709  | 18.34  |
| 후포면   | 厚浦面   | 3,870 | 8,562  | 22.16  |

## 군청
- 현재 울진군청은 경상북도 울진군 울진읍에 위치하고 있다.

## 인구
- 울진군의 연도별 인구 추이[13]

| 연도   | 총인구    |  |
| ------ | --------- |  |
| 1960년 | 104,077명 |  |
| 1966년 | 117,426명 |  |
| 1970년 | 109,475명 |  |
| 1975년 | 105,096명 |  |
| 1980년 | 90,723명  |  |
| 1985년 | 87,767명  |  |
| 1990년 | 69,990명  |  |
| 1995년 | 64,444명  |  |
| 2000년 | 60,011명  |  |
| 2005년 | 51,279명  |  |
| 2010년 | 47,108명  |  |
| 2015년 | 53,013명  |  |
| 2017년 | 51,139명  |  |

겸한 농가가 많다. 꽁치와 미역은 손꼽히는 수산물이다. 축산·양봉·양잠도 성하며 특히 현지 가공을 위한 제사공장이 건설되었다.

### 농림·수산업
주요 농산물은 쌀, 보리, 콩, 조, 누에고치, 양봉 등이다. 임야 면적은 84,719ha이며 그 중 성림지 87%로서 입목 축적이 많고, 특히 서부의 태백 산지에는 적송(赤松)의 미림(美林)이 많아 용재의 산출이 많으며 약초, 버섯 등도 많이 산출된다. 한편, 수산업의 중심지는 후으로서 꽁치·오징어·명태·정어리의 어획이 많고, 게·새우·전복 등도 많이 잡힌다.

### 광공업
철광·금·은·납·텅스텐·몰리브덴·주석·구리·아연·흑연·석회암 등의 매장이 많으나 가행 광구는 200여 개의 광구 중 4개이다. 또한 리튬 광산이 있다.(울진군의 지질) 죽변과 후포에는 통조림 공업이 성하고, 누에고치 생산량은 적으나 울진군에 있어서는 큰 비중을 차지하고 있어 현지 가공을 위해 제사 공장이 건설되었다.

## 관광
울진읍 남쪽은 왕피천 하구에 연결되어 있기 때문에 비교적 넓은 평야지대이다. 이 지대는 해안단구가 발달되어 10ｍ 이상의 언덕에서도 바다 생물의 화석이 나오곤 한다. 북쪽 죽변은 외항으로 어업협동조합과 큰 통조림 공장이 있으며 부근은 좋은 어업 기지이다. 울진에는 유원지로 이름난 연호정이 있고, 평해는 구읍이며 역시 관동 팔경의 하나인 월송정이 있다. 평해 남쪽 후포는 어업으로 발달한 항구이다. 온정면에는 백암온천(白巖溫泉：수온 42 )이 있는데 유황질이다.또 근남면에는 관동 팔경의 하나인 망양정이 있다. 근남면 부근에는 석회암이 분포되어 지하 금강이라고 하는 성류굴(聖留窟：길이 470ｍ)이 있는데 동룡굴 못지 않은 석회동이 발달하여 관광객이 많이 온다.
- 울진 성류굴

성류굴은 근남면 구산리에 있는 동굴로 천연기념물 제155호. 탱천굴(撑天窟)·선유굴(仙遊窟)이라고도 한다. 주굴 길이 약 470m. 전체 길이 약 800m. 종유석·석순·석주 등이 다채로우며 왕피천이 흘러들어 지하호수를 형성해 경관이 특이하다.
- 덕구온천

덕구온천은 대한민국의 유일한 용출천(지상으로 온천수가 솟구치는 온천)이다. 덕구온천스파월드에서 사용되는 물이 100% 온천수일 수밖에 없다는 것은 자연용출천에 가보면 금방 알 수 있다. 원탕에서는 41.8°C의 온천수가 하루 4,000t씩 자연용출 된다.
- 백암온천

백암온천은 천 년의 역사를 자랑하는 대표적인 온천이다. 아토피 피부에 특히 효과가 있다고 알려진 백암온천은 유황천으로, 50m 지하에서 끌어올리는 53°C의 온천수는 백암온천지구에 있는 여섯 개의 숙박시설로 공급된다. 그 중 1977년에 성류장으로 시작한 성류파크관광호텔이 가장 역사가 깊다.
- 불영계곡

### 문화재
- 봉평 신라비

봉평리 신라비는 국보 제242호로 죽변면 봉평리에 위치해 있다.
- 장양수 홍패

장양수 홍패(張良守 紅牌)는 국보 제181호로 울진읍 고성리(월계 서원내의 국보각 소장)에 위치한다. 고려 희종 원년(1205)에 진사시 병과에 급제한 장양수에게 내린 패지로써, 현존하는 한국 행정문서 중 가장 오래된 것이다.

## 교육 기관
- 고등학교

|  | - 한국원자력마이스터고등학교 - 울진고등학교 | - 죽변고등학교 - 평해정보고등학교 | - 후포고등학교 |

- 중학교

|  | - 울진중학교 - 평해중학교 - 평해여자중학교 | - 기성중학교 - 매화중학교 - 부구중학교 | - 온정중학교 - 죽변중학교 - 후포중학교 |

- 초등학교

|  | - 울진초등학교 - 울진남부초등학교 - 평해초등학교 - 월송초등학교 - 부구초등학교 - 부구초등학교 삼당분교 | - 삼근초등학교 - 삼근초등학교 광회분교 - 삼근초등학교 왕피분교 - 삼근초등학교 옥방분교 - 노음초등학교 - 매화초등학교 | - 기성초등학교 - 기성초등학교 구산분교 - 사동초등학교 - 온정초등학교 - 죽변초등학교 - 후포초등학교 | - 후포동부초등학교 |

## 교통

### 도로
울진군은 고속도로가 없고 남북으로 관통하는 국도 제7호선 동서로 관통하는 국도 제36호선과 평해읍과 영양군을 연결하는 국도 제88호선이 있을 뿐이다. 그리하여 포항~울진간 국도 확장공사가 완공되기 전에는 교통이 불편하기 짝이없어 가장 가까운 광역시인 대구에서도 4시간이 넘게 걸리는 등 대한민국 최고의 교통 오지로 유명하였다. 현재 국도 제7호선은 20년간의 확장 공사 끝에 모든 구간의 4차선 확장공사 및 직선화가 완료되었으며 제한속도도 80km/h로 향상되었다.경기/강원 구간의 경우 서울특별시까지의 소요시간이 4시간 전후로 앞당겨졌으며 국도 36호선은 봉화 현동과 울진간 확장계획이 있으나 최근 교통량수요 재조사로 인해 착공이 불투명하다. 추후 동해고속도로 영덕 ~ 삼척 구간이 개통되면. 울진군을 경유할 예정이다.

### 철도
2021년 현재 울진군 관내에는 철도역이 존재하지 않으며, 가장 가까운 철도역은 봉화군과의 경계에 위치한 영동선의 양원역이다. 다만 승부역이 1983년 2월 15일 이전에 행정구역상 울진군에 속해 있었으며, 영동선의 일부 구간이 금강송면 전곡리를 통과한다. 2025년 1월 1일 동해선의 영덕역 - 삼척역 구간이 개통되며 이때 울진역이 생긴다. 장기계획으로 영동선과 동해선을 연결하는 울진-분천선이 계획되어 있다.

### 항공
울진공항은 건설되었지만, 저조한 사업성 때문에 개항되지 못하고 2010년에 울진비행교육훈련원으로 개장했다.

### 선박
그리고 후포와 울릉도간에는 정기 항로가 있다. 2010년 기준으로 동해대로의 확장으로 인해 포항시 - 강릉시등 주요 항구도시들로 쉽게 갈수 있게 되었다.

## 군사
대한민국 육군 예하의 해룡연대(50사단)가 울진군에 있다.

## 자매 도시
- 대한민국 서울특별시 양천구
- 대한민국 서울특별시 서초구
- 대한민국 대구광역시 수성구
- 대한민국 부산광역시 동구
- 대한민국 경기도 고양시
- 대한민국 충청남도 홍성군
- 대한민국 충청북도 충주시
- 일본 시즈오카현 오마에자키시